# Ball Pla d'Olot
El Ball Pla d'Olot és una dansa tradicional catalana pròpia de la ciutat d'Olot, i es balla per la Festa Major de la ciutat, les Festes del Tura. Pertany a la família de l'anomenat ball pla, que és un dels estils de dansa popular més estesos a Catalunya i considerada ball nacional català. Tots ells tenen en comú que són balls senzills i oberts, amb un caire elegant, realitzats en parella seguint una música en compàs ternari. L'estructura d'aquestes danses comença amb un passeig i posteriorment s'hi intercalen unes variacions.
La dansa, tot i el seu origen popular, també figura en els repertoris dels esbarts dansaires d'arreu de Catalunya. Es tracta, a més, d'una peça amb una importància històrica, ja que va ser una de les 6 coreografies que es van interpretar al Teatre Principal de Vic el juliol de 1902 en la primera actuació de l'Esbart de Dansaires de Vic, el primer esbart de la història.

## Història
El Ball Pla d'Olot s'ha vist modificat diverses vegades al llarg de la seva història, molt influït per la situació social de la ciutat. Podem delimitar quatre etapes clarament diferenciades en la història de la dansa.

### El Ball Pla popular
La primera referència històrica es troba a les Festes del Tura del 1748: en aquell temps els habitants de la ciutat realitzaven un passant cap a la Plaça Major, que estava tota il·luminada amb atxes i lluminàries, i un cop allà realitzaven el Ball Pla com a obertura del ball popular que es duia a terme al Teatre Principal. Es tractava d'un ball obert, en el qual participaven obrers, persones distingides d'Olot i també forasters. Es podia trobar representants dels gremis, de les associacions religioses, presidents de societats i membres del consistori. Abans de l'inici del ball hi havia un castell de focs. Era l'acte final de la festa, amb una importància social molt gran. Del mencionat passant i del ball popular se'n tenen referències del segle xvi, època en què la Festa Major no s'esqueia al setembre sinó a l'agost, i ja en els seus orígens es tractava d'una celebració oberta a tota classe social i edat. La menció explícita del Ball Pla no apareix fins un segle més tard, quan es va popularitzar arreu del país.
Durant els segles Plantilla:Versalata, Plantilla:Versalata i Plantilla:Versalata la celebració de les Festes del Tura, i conseqüentment el Ball Pla, no va tenir continuïtat permanent, sinó que es va veure interromput en èpoques de guerra. Tot i això, la tradició va perdurar en el temps i era considerat un acte puntal de la Festa Major, juntament amb el correbou, la cercavila i el castell de focs. Amb el temps, es van anar afegint elements a la celebració: abans del passant es realitzava una recepció de les parelles participants en l'Ajuntament, i també es va afegir la presència de les principals figures de la faràndula olotina: els Gegants, Nans i Cavallets.

### El Ball Pla burgès
La ciutat d'Olot històricament ha estat molt avesada a realitzar un passant o desfilada en cada ocasió que era possible, i aquest fet ha anat molt lligat a l'evolució de la dansa. Tot i que habitualment els balls plans comencen amb una passejada, a Olot es tractava d'una desfilada de gran durada. Aquest element diferencial marcaria una tendència que el portaria a convertir-se en un esdeveniment completament diferent de qualsevol altre Ball Pla del país. Durant el segle xix la burgesia va anar guanyant més presència en la societat olotina, i això va suposar un canvi en la procedència dels participants al Ball Pla. Els olotins procedents dels gremis van anar sent substituïts per empresaris de la ciutat i estiuejants burgesos barcelonins. La burgesia va aprofitar la desfilada i la gran quantitat de públic que assistia a l'acte per fer gala de les seves millors peces de roba, i amb el temps les classes benestants van anar convertint en aparador del seu poder econòmic.
Es considerava que la presència de famílies foranes contribuïa a realçar l'esdeveniment. Aquests nous participants, però, van ocasionar l'inici de la mort del Ball pla com a dansa: els estiuejants no coneixien els passos ni tenien interès d'aprendrer-los, i això va fer que a poc a poc s'anés oblidant. A la dècada del 1880 es va proposar la substitució de la coreografia per una sardana, que es va anomenar La sardana dels senyors. Aquesta fou la mort del Ball Pla original. La burgesia, però, tampoc no va tenir interès en aprendre a ballar sardanes. Textos de l'època demostren que la sardana era considerada la dansa del poble vulgar. Les parelles assistents al ball pla la relacionaven amb el populatxo, aquells que s'amuntegaven per veure'ls passar quan ells desfilaven. Per aquest motiu de seguida es va optar per altres gèneres de ball. Ja el 1883 es va ballar una americana i no pas una sardana. Probablement en alguna edició encara es va recuperar la proposta de fer la sardana, però es va tallar en sec quan l'any 1916 es va decidir suprimir el ball a la Plaça Major i mantenir únicament la desfilada.

### El Ball Pla delseglexx
Desaparegut qualsevol indici de dansa, el Ball Pla va mantenir el nom però va convertir-se en un simple passant. En ell, la burgesia, feia gala dels vestits més espectaculars possibles, sobretot en el cas de les dones.
Acabada la guerra civil, el règim franquista buscava la manera de diferenciar vencedors i vençuts, i va trobar en el Ball Pla d'Olot un bon aliat per fer la seva propaganda, i entre les parelles participants es van afegir autoritats militars i nous burgesos que havien fet fortuna gràcies a la guerra. El règim franquista va apoderar-se del Ball Pla, un dels actes més emblemàtics de les Festes del Tura, per convertir-lo en un model adoctrinador i un espai on poder presumir la seva victòria per sobre del poble, el seu poder polític i el seu poder econòmic. La propaganda franquista i especialment la publicació Arriba España van fer apologia del Ball Pla i els seus com a model d'activitat pròpia dels ciutadans reconeguts socialment. Per aquest motiu, la classe baixa continuava aplegant-se a observar el suposat model de societat desitjable imposat pel feixisme.
A partir de la dècada del 1950 la societat olotina va començar a desconnectar del Ball Pla, especialment els joves, que representaven un canvi de context. La dècada següent, aquesta desconnexió es va convertir en rebuig, cristal·litzant en un escrit firmat per 300 persones titulat "NO al Ball-Pla", publicat simultàniament en els setmanaris olotins del moment. Era un rebuig a l'acte i a tot el que representava. El confrontament va evolucionar fins a arribar al carrer, on a la dècada dels 70 era habitual que el públic llancés tomàquets i ous a la gent que participava en el Ball Pla.
Tot plegat va portar la decadència del Ball Pla en augment: cada any participaven menys parelles, fins que l'any 1979 es va decidir la seva supressió.

### El Ball Pla de Sant Miquel
A final de la dècada de 1940 el barri de Sant Miquel va començar a organitzar un Ball Pla de broma, una paròdia del "Ball Pla dels senyors" en què s'havia convertit el Ball Pla d'Olot. Esdevenia la reacció popular contra l'estatus polític i social de la dictadura. Els vestits de les parelles participants es feien de paper, amb molta cura i a semblança dels vestits del "Ball Pla de debò". Després de la desaparició del Ball Pla d'Olot, el Ball Pla de Sant Miquel va mantenir-se, i encara es du a terme durant la festa del barri de Sant Miquel, la quarta setmana de setembre, on més d'un centenar de persones desfilen cada any amb els seus vestits de paper. 
El Ball Pla de Sant Miquel, doncs, va mantenir l'estructura del Ball Pla d'Olot del segle xx, en forma de passant de parelles. Donat que les dues manifestacions de Ball Pla a la ciutat d'Olot durant el segle xx (el de Festes del Tura i el del barri de Sant Miquel) no tenien cap part coreografiada, es pot afirmar que en aquell segle la denominació de Ball Pla estructuralment era incompleta o errònia.

### La recuperació del Ball Pla original
El 20 d'octubre de 2001, l'Agrupament d'Esbarts Dansaires de Catalunya va celebrar el centenari de la primera actuació de l'Esbart de Dansaires de Vic. S'hi van reinterpretar les coreografies que es van dur a terme cent anys enrere, entre les que hi constava el Ball Pla d'Olot. Arrel d'aquesta actuació torna a sorgir l'interès per la desapareguda dansa. L'any 2004, l'Esbart Olot decideix reintroduir la coreografia en el seu repertori de danses, estrenant-la al Teatre Principal d'Olot durant el mes de maig. Durant els posteriors anys és representada en algunes de les seves actuacions.
L'any 2015, per celebrar el centenari del naixement de Sadurní Brunet i Foraster, antic director de l'Esbart Olot, l'entitat proposa a la Comissió de Festes de la Ciutat d'Olot la recuperació del Ball Pla tal com es feia als segles xviii i xix, en la seva forma original de ball popular obert, per esborrar la imatge del Ball Pla del segle xx de la memòria dels olotins. La proposta és ben rebuda i es du a terme el dia 6 de setembre a la Plaça Major de la ciutat, en plenes Festes del Tura, i repeteix l'any següent amb voluntat d'esdevenir un acte estable en el programa.

## Melodia
Un tret característic dels balls plans és que una mateixa melodia pot ser pròpia del ball pla de diverses poblacions, tot i estar allunyades geogràficament. La melodia del Ball Pla d'Olot compleix aquesta particularitat i el seu motiu principal es pot trobar també en els balls plans d'Esterri d'Àneu, Sort, Talarn, Viladrau, Alp, la Pobleta de Bellveí, Taüll i Sant Salvador de Toló.
La melodia, de compàs ternari, té dues parts de 8 compassos, A i B, que corresponen respectivament als moments de passeig i variació de la coreografia. Cadascuna de les parts es repeteix dues vegades (8+8 compassos), i s'alternen des del moment que entren els balladors en passeig fins que s'acaba la dansa. La part B, corresponent a les variacions, presentava també diferents melodies cada cop que variava la coreografia. De totes elles, la que sonava primer era la més reconeguda i les altres es van deixar de tocar per simplificar la melodia.

## Coreografia
L'última versió del ball abans de la seva desaparició se celebrava de nit, amb les parelles vestides rigorosament de negre i il·luminats per atxes. En punts concrets del recorregut la comitiva es parava per desenvolupar les evolucions del ball. Aquests punts eren o bé parades establertes amb el temps o bé punts singulars, com per exemple casa del batlle. Els balladors feien unes cortesies, passant a banda i banda de carrer unes quantes vegades i continuaven fins al següent punt. L'última figura es feia en arribar a la plaça Major i s'acabava la ballada amb un contrapàs.